# CONCACAF Champions Cup 2025
Der CONCACAF Champions Cup 2025 war die zweite Spielzeit des wichtigsten Wettbewerbs für Vereinsmannschaften in Nord- und Zentralamerika sowie der Karibik im Fußball unter diesem Namen und die 60. insgesamt. Das Turnier begann am 4. Februar mit der ersten Runde und endete mit dem Finale am 1. Juni 2025. Titelverteidiger CF Pachuca aus Mexiko konnte sich nicht für den Wettbewerb qualifizieren.
Der mexikanische Verein CD Cruz Azul gewann den Wettbewerb zum siebten Mal durch einen 5:0-Sieg im Finale gegen die Vancouver Whitecaps aus Kanada und qualifizierte sich damit für den FIFA-Interkontinental-Pokal 2025 und die FIFA-Klub-Weltmeisterschaft 2029. Torschützenkönig wurde der Mexikaner Ángel Sepúlveda von CD Cruz Azul mit neun Toren. Er wurde außerdem zum besten Spieler des Wettbewerbs ernannt.

## Modus
Der Modus hatte sich gegenüber der vorherigen Spielzeit nicht verändert. Am CONCACAF Champions Cup 2025 nahmen wieder 27 Mannschaften aus zehn Nationen teil. Der Wettbewerb wurde weiterhin ausschließlich im K.-o.-System ausgetragen. Angefangen von der ersten Runde bis einschließlich dem Halbfinale fand jede Runde mit Hin- und Rückspiel statt. Das Finale wurde hingegen als einzelnes Spiel ausgetragen.

## Teilnehmerfeld
Für den Wettbewerb qualifizierten sich die folgenden 27 Mannschaften. Die fünf Teams, die in der Vorrunde ein Freilos hatten, sind entsprechend gekennzeichnet (AF).
| - Mexiko (Liga MX 2023/24) - Club América (AF) - CD Cruz Azul - UANL Tigres - CF Monterrey - Deportivo Guadalajara - UNAM Pumas - Vereinigte Staaten (MLS 2024 und Open Cup 2024) - LA Galaxy (AF) - Inter Miami - FC Cincinnati - Real Salt Lake - Sporting Kansas City - Seattle Sounders - Kanada (Pokal 2024 und CPL 2024) - Vancouver Whitecaps - Cavalry FC - Forge FC |  | - Nordamerika (Leagues Cup 2024) - Columbus Crew (AF) - Los Angeles FC - Colorado Rapids - Zentralamerika (Central American Cup 2024) - LD Alajuelense (AF) - Real Estelí - CS Herediano - Antigua GFC - CD Saprissa - CD Motagua - Karibik (Caribbean Cup 2024) - Cavalier FC (AF) - Cibao FC - Real Hope FA |

## Erste Runde
Die Auslosung fand am 11. Dezember 2024 statt. Die Hinspiele wurden vom 4. bis zum 6. sowie vom 18. bis zum 20. Februar und die Rückspiele vom 11. bis zum 13. sowie vom 25. bis zum 27. Februar 2025 ausgetragen.
|                      | Gesamt    |                       | Hinspiel | Rückspiel |
| -------------------- | --------- | --------------------- | -------- | --------- |
| Colorado Rapids      | (a)2:2(a) | Los Angeles FC        | 2:1      | 0:1       |
| Sporting Kansas City | 1:4       | Inter Miami           | 0:1      | 1:3       |
| Forge FC             | 0:5       | CF Monterrey          | 0:2      | 0:3       |
| CD Saprissa          | 2:3       | Vancouver Whitecaps   | 2:1      | 0:2       |
| Cavalry FC           | 2:3       | UNAM Pumas            | 2:1      | 0:2       |
| Cibao FC             | 1:4       | Deportivo Guadalajara | 1:1      | 0:3       |
| Real Hope FA         | 0:7       | CD Cruz Azul          | 0:2      | 0:5       |
| Antigua GFC          | 2:6       | Seattle Sounders      | 1:3      | 1:3       |
| Real Estelí          | 1:3       | UANL Tigres           | 1:0      | 0:3       |
| CD Motagua           | 2:5       | FC Cincinnati         | 1:4      | 1:1       |
| CS Herediano         | 2:1       | Real Salt Lake        | 0:0      | 2:1       |

## Zweite Runde

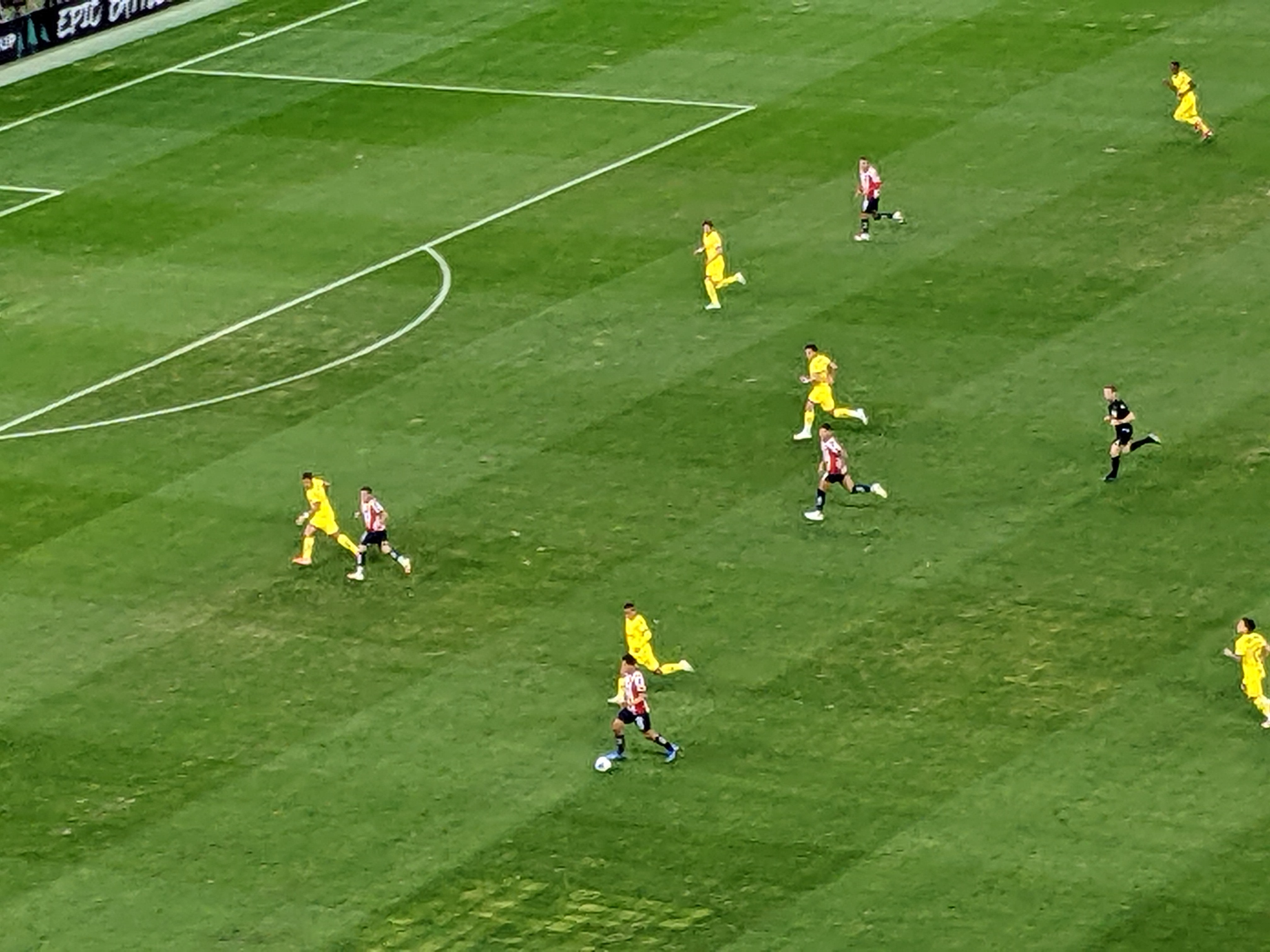
Spielszene aus dem Achtelfnalshinspiel zwischen Guadalajara und América im Estadio Akron

Die Hinspiele wurden vom 4. bis zum 6. März und die Rückspiele vom 11. bis zum 13. März 2025 ausgetragen.
|                       | Gesamt    |                | Hinspiel | Rückspiel |
| --------------------- | --------- | -------------- | -------- | --------- |
| Los Angeles FC        | 4:2       | Columbus Crew  | 3:0      | 1:2       |
| Inter Miami           | 4:0       | Cavalier FC    | 2:0      | 2:0       |
| Vancouver Whitecaps   | (a)3:3(a) | CF Monterrey   | 1:1      | 2:2       |
| UNAM Pumas            | 3:1       | LD Alajuelense | 2:0      | 1:1       |
| Deportivo Guadalajara | 1:4       | Club América   | 1:0      | 0:4       |
| Seattle Sounders      | 1:4       | CD Cruz Azul   | 0:0      | 1:4       |
| FC Cincinnati         | 2:4       | UANL Tigres    | 1:1      | 1:3       |
| CS Herediano          | 2:4       | LA Galaxy      | 1:0      | 1:4       |

## Viertelfinale
Die Hinspiele wurden am 1. und 2. April und die Rückspiele am 8. und 9. April 2025 ausgetragen.
|                     | Gesamt    |              | Hinspiel | Rückspiel |
| ------------------- | --------- | ------------ | -------- | --------- |
| Los Angeles FC      | 2:3       | Inter Miami  | 1:0      | 1:3       |
| Vancouver Whitecaps | (a)3:3(a) | UNAM Pumas   | 1:1      | 2:2       |
| Club América        | 1:2       | CD Cruz Azul | 0:0      | 1:2       |
| LA Galaxy           | 2:3       | UANL Tigres  | 0:0      | 2:3       |

## Halbfinale
Die Hinspiele wurden am 23. und 24. April und die Rückspiele am 30. April und 1. Mai 2025 ausgetragen.
|                     | Gesamt |              | Hinspiel | Rückspiel |
| ------------------- | ------ | ------------ | -------- | --------- |
| Vancouver Whitecaps | 5:1    | Inter Miami  | 2:0      | 3:1       |
| UANL Tigres         | 1:2    | CD Cruz Azul | 1:1      | 0:1       |

## Finale
| CD Cruz Azul                                                                                        | CD Cruz Azul | Vancouver Whitecaps | Vancouver Whitecaps |
| --------------------------------------------------------------------------------------------------- | --- | --- | ------------------- |
| CD Cruz Azul                                                                                        | \| 1. Juni 2025 um 19:00 Uhr (2. Juni, 3:00 Uhr MESZ) in Mexiko-Stadt (Estadio Olímpico Universitario) \| \| Ergebnis: 5:0 (4:0) \| \| Schiedsrichter: Walter López ( Guatemala) \| \| Spielbericht \| | \| 1. Juni 2025 um 19:00 Uhr (2. Juni, 3:00 Uhr MESZ) in Mexiko-Stadt (Estadio Olímpico Universitario) \| \| Ergebnis: 5:0 (4:0) \| \| Schiedsrichter: Walter López ( Guatemala) \| \| Spielbericht \| | Vancouver Whitecaps |
| CD Cruz Azul                                                                                        | Kevin Mier – Jorge Sánchez, Willer Ditta, Gonzalo Piovi, Carlos Rotondi – Carlos Rodríguez (86. Alexis Gutiérrez), Érik Lira, Lorenzo Faravelli (77. Luka Romero) – Ignacio Rivero (67. Jesús Orozco), Ángel Sepúlveda (77. Amaury Morales), Mateusz Bogusz (67. Georgios Giakoumakis) Cheftrainer: Vicente Sánchez ( Uruguay) | Yōhei Takaoka – Édier Ocampo (46. Mathías Laborda), Ranko Veselinović (86. Bjørn Inge Utvik), Tristan Blackmon, Sam Adekugbe – Pedro Vite (63. Ralph Priso), Andrés Cubas, J. C. Ngando (80. Daniel Ríos) – Ali Ahmed, Brian White, Jayden Nelson (46. Emmanuel Sabbi) Cheftrainer: Jesper Sørensen ( Dänemark) | Vancouver Whitecaps |
| CD Cruz Azul                                                                                        | 1:0 Rivero (8.) 2:0 Faravelli (28.) 3:0 Sepúlveda (37.) 4:0 Bogusz (45.) 5:0 Sepúlveda (50.) | | Vancouver Whitecaps |
| CD Cruz Azul                                                                                        | Veselinović (65.) | | Vancouver Whitecaps |
| 1. Juni 2025 um 19:00 Uhr (2. Juni, 3:00 Uhr MESZ) in Mexiko-Stadt (Estadio Olímpico Universitario) | | |                     |
| Ergebnis: 5:0 (4:0)                                                                                 | | |                     |
| Schiedsrichter: Walter López ( Guatemala)                                                           | | |                     |
| Spielbericht                                                                                        | | |                     |

## Beste Torschützen
Nachfolgend sind die besten Torschützen der Champions-Cup-Saison aufgeführt. Bei gleicher Anzahl von Treffern sind die Spieler alphabetisch sortiert.
| Rang | Spieler             | Verein              | Tore |
| ---- | ------------------- | ------------------- | ---- |
| 01   | Ángel Sepúlveda     | CD Cruz Azul        | 09   |
| 02   | Lionel Messi        | Inter Miami         | 05   |
|      | Brian White         | Vancouver Whitecaps | 05   |
| 04   | Sebastian Berhalter | Vancouver Whitecaps | 03   |
|      | Denis Bouanga       | Los Angeles FC      | 03   |
|      | Pavel Bucha         | FC Cincinnati       | 03   |
|      | Nicolás Ibáñez      | UANL Tigres         | 03   |
|      | Guillermo Martínez  | UNAM Pumas          | 03   |
|      | Luis Suárez         | Inter Miami         | 03   |
|      | Pedro De la Vega    | Seattle Sounders    | 03   |

## Schiedsrichter
Die 51 Spiele wurden von 25 verschiedenen Schiedsrichtern aus 9 Ländern geleitet. Sechs Schiedsrichter stammten aus Mexiko, fünf aus den USA, vier aus Guatemala sowie je zwei aus Costa Rica, El Salvador, Honduras und Kanada. Für das Finale war der Guatemalteke Walter López verantwortlich.
| Schiedsrichter        | Land                | Geboren       | Spiele |     |    |    |
| --------------------- | ------------------- | ------------- | ------ | --- | -- | -- |
| Iván Barton           | El Salvador         | 27. Jan. 1991 | 03     | 014 | 0  | 0  |
| Selvin Brown          | Honduras            | 11. Juni 1993 | 03     | 009 | 0  | 0  |
| Víctor Cáceres        | Mexiko              | 17. Apr. 1986 | 01     | 002 | 0  | 0  |
| Juan Gabriel Calderón | Costa Rica          | 11. Apr. 1987 | 01     | 003 | 0  | 01 |
| Ismael Cornejo        | El Salvador         | 9. Nov. 1987  | 03     | 009 | 0  | 0  |
| Joe Dickerson         | Vereinigte Staaten  | 26. Dez. 1987 | 02     | 006 | 0  | 01 |
| Mario Escobar         | Guatemala           | 19. Sep. 1986 | 03     | 017 | 0  | 0  |
| Adonai Escobedo       | Mexiko              | 21. Juli 1987 | 02     | 008 | 0  | 0  |
| Drew Fischer          | Kanada              | 10. Juli 1980 | 02     | 009 | 0  | 0  |
| Katia García          | Mexiko              | 1. Sep. 1992  | 01     | 004 | 0  | 0  |
| Fernando Hernández    | Mexiko              | 16. Dez. 1983 | 01     | 004 | 0  | 0  |
| Keylor Herrera        | Costa Rica          | 7. Jan. 1993  | 03     | 007 | 0  | 0  |
| Pierre-Luc Lauzière   | Kanada              | 8. Dez. 1985  | 01     | 006 | 0  | 0  |
| Bryan López           | Guatemala           | 7. Okt. 1988  | 02     | 009 | 0  | 0  |
| Walter López          | Guatemala           | 25. Sep. 1980 | 04     | 014 | 01 | 0  |
| Julio Luna            | Guatemala           | 1. Jan. 1992  | 02     | 004 | 0  | 0  |
| Said Martínez         | Honduras            | 7. Aug. 1991  | 03     | 012 | 0  | 0  |
| Oshane Nation         | Jamaika             | 10. Jan. 1991 | 03     | 008 | 0  | 0  |
| Marco Ortíz           | Mexiko              | 14. Mär. 1988 | 01     | 002 | 0  | 0  |
| Tori Penso            | Vereinigte Staaten  | 8. Juli 1986  | 01     | 002 | 0  | 0  |
| César Arturo Ramos    | Mexiko              | 15. Dez. 1983 | 02     | 007 | 0  | 0  |
| Natalie Simon         | Vereinigte Staaten  | 1. Jan. 1990  | 01     | 002 | 0  | 0  |
| Lukasz Szpala         | Vereinigte Staaten  |               | 02     | 005 | 0  | 0  |
| Armando Villarreal    | Vereinigte Staaten  | 31. Mai 1986  | 01     | 006 | 0  | 0  |
| Kwinsi Williams       | Trinidad und Tobago |               | 03     | 014 | 0  | 01 |
| Gesamt                | Gesamt              | Gesamt        | 51     | 183 | 01 | 03 |